# Ievgueni Krassilnikov
Pour les articles homonymes, voir Krassilnikov.
Ievgueni Vitalievitch Krassilnikov (en russe : Евге́ний Вита́льевич Краси́льников) est un ancien joueur soviétique puis russe de volley-ball né le 7 avril 1965 à Kourgan (oblast de Kourgan, alors en URSS) et mort le 8 mars 2014. Il mesurait 1,91 m et jouait réceptionneur-attaquant. Il fut international soviétique et russe.

## Clubs
| Club              | De        | À         |
| ----------------- | --------- | --------- |
| Dinamo Moscou     | 1983-1984 | 1991-1992 |
| Halkbank Ankara   | 1992-1993 | 1993-1994 |
| Lefty Toula       | 1994-1995 | 1994-1995 |
| Halkbank Ankara   | 1995-1996 | 1995-1996 |
|                   | 1996-1997 | 1998-1999 |
|                   | 1999-2000 | 1999-2000 |
|                   | 2000-2001 | 2001-2002 |
| Zorki Krasnogorsk | 2002-2003 | 2007-2008 |

## Palmarès
- Jeux olympiques
  - Finaliste : 1988
- Ligue mondiale
  - Finaliste : 1993
- Coupe du monde (1)
  - Vainqueur : 1991
- Championnats d'Europe (1)
  - Vainqueur : 1991
- Coupe des Coupes (1)
  - Vainqueur : 1985
- Championnat de Turquie (2)
  - Vainqueur : 1993, 1994
- Championnat d'URSS 
  - Finaliste : 1984, 1985, 1988, 1989